# Meiacanthus atrodorsalis
Meiacanthus atrodorsalis és una espècie de peix de la família dels blènnids i de l'ordre dels perciformes.

## Morfologia
- Els mascles poden assolir 11 cm de longitud total.[4][5]

## Reproducció
És ovípar.

## Hàbitat
És un peix marí de clima tropical i associat als esculls de corall que viu entre 1-30 m de fondària.

## Distribució geogràfica
Es troba des de Bali i les Filipines fins a Samoa, les Ryukyu., el sud de la Gran Barrera de Corall, Nova Caledònia i Micronèsia